# Stenotabanus farri
Stenotabanus farri är en tvåvingeart som beskrevs av Philip 1958. Stenotabanus farri ingår i släktet Stenotabanus och familjen bromsar. Inga underarter finns listade i Catalogue of Life.